# پارک فلامنگو
پارک فلامنگو (انگلیسی: Flamengo Park) یک پارک عمومی در ریودو ژانیرو، برزیل و در کنار خلیج گوانابارا است.
این پارک در سال ۱۹۶۵ ساخته شده و مساحت آن ۱۲۰ هکتار است.

## نگارخانه

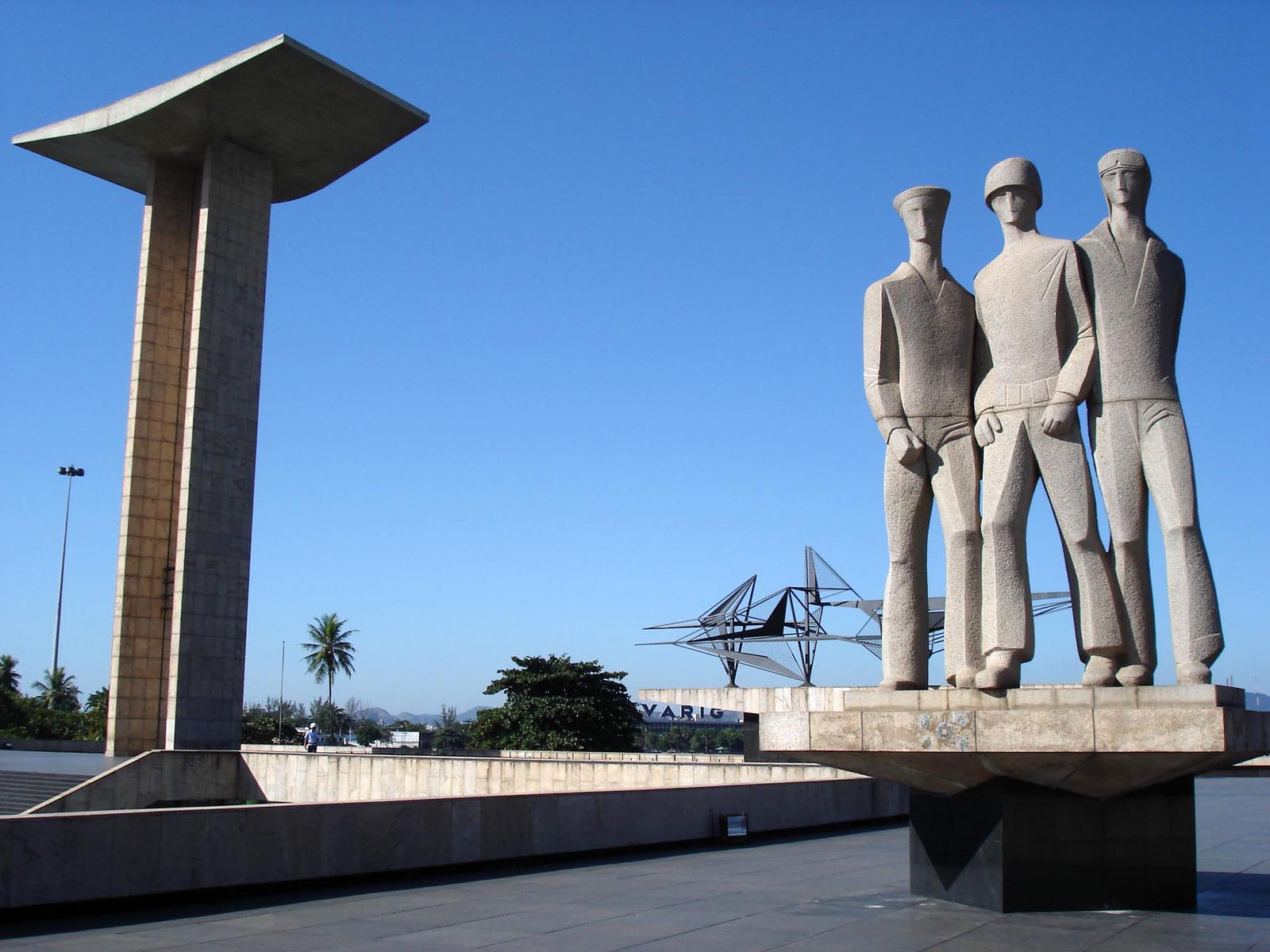
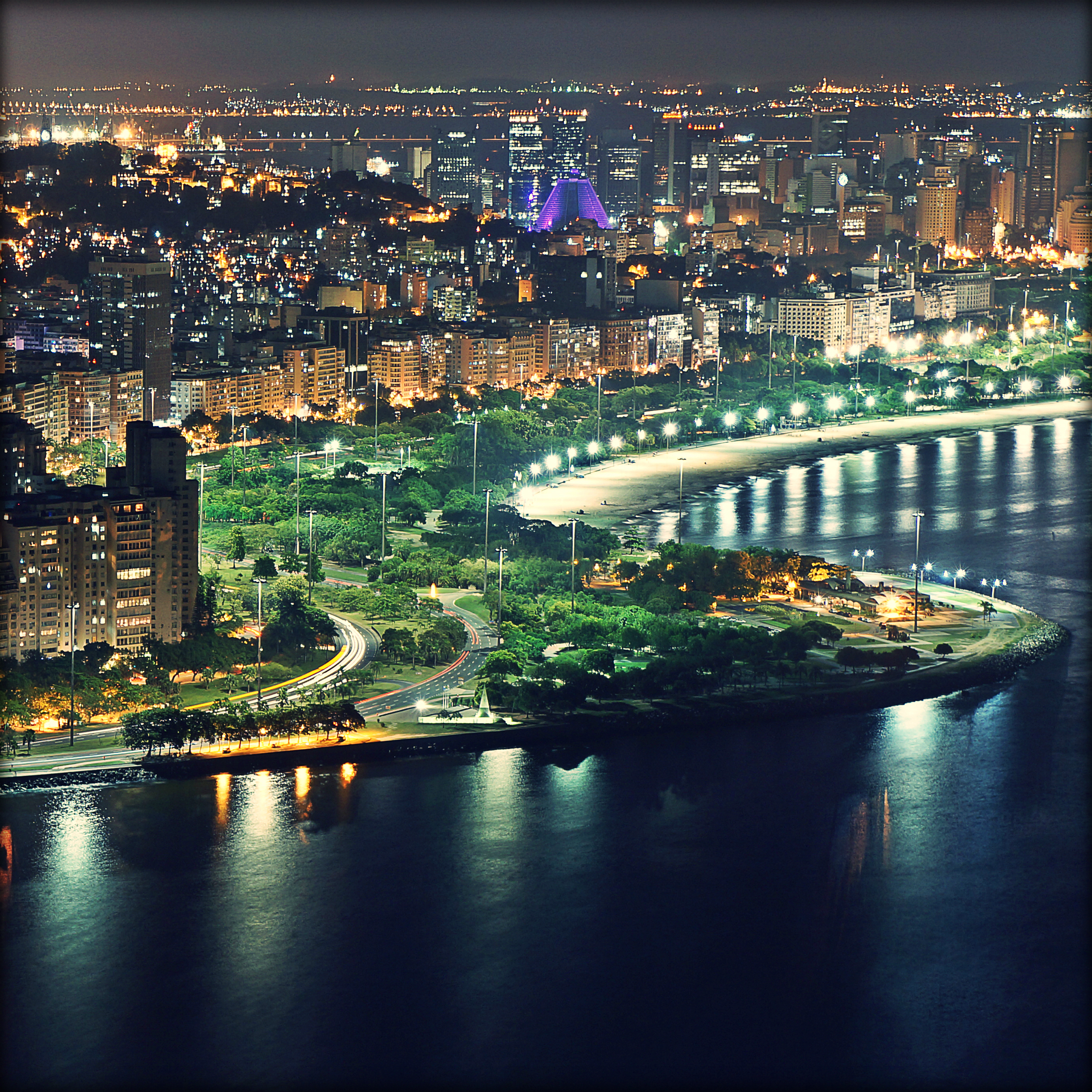
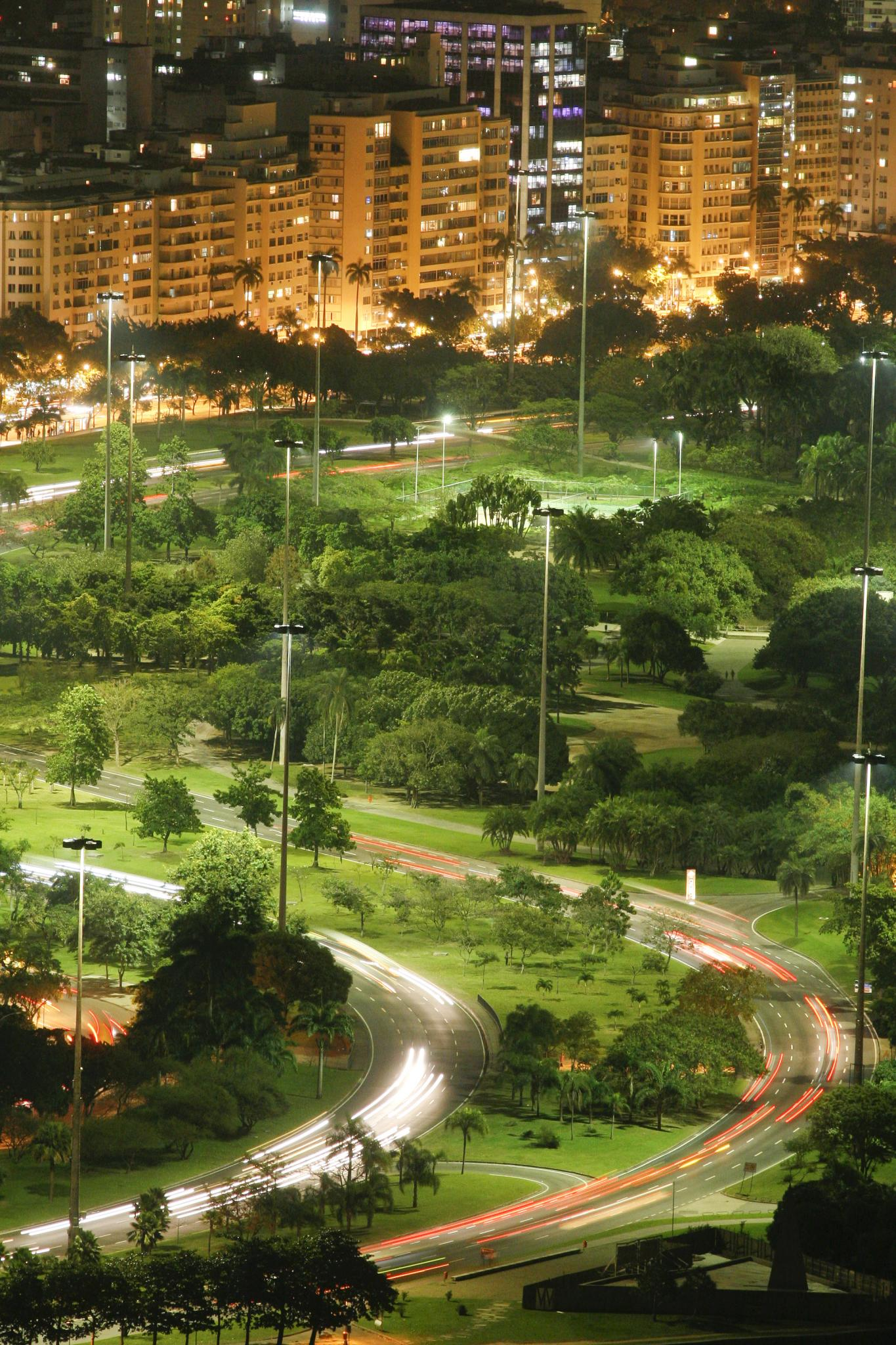
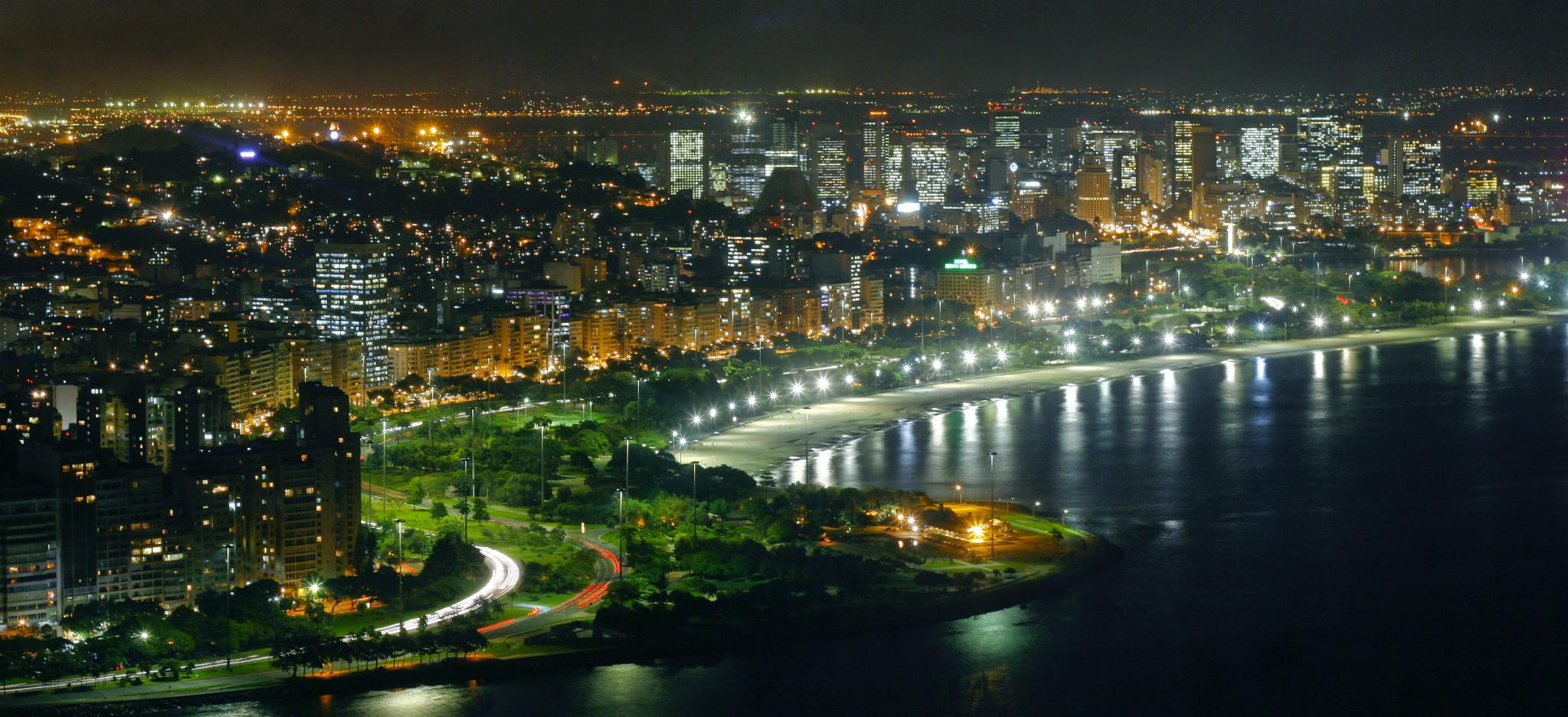
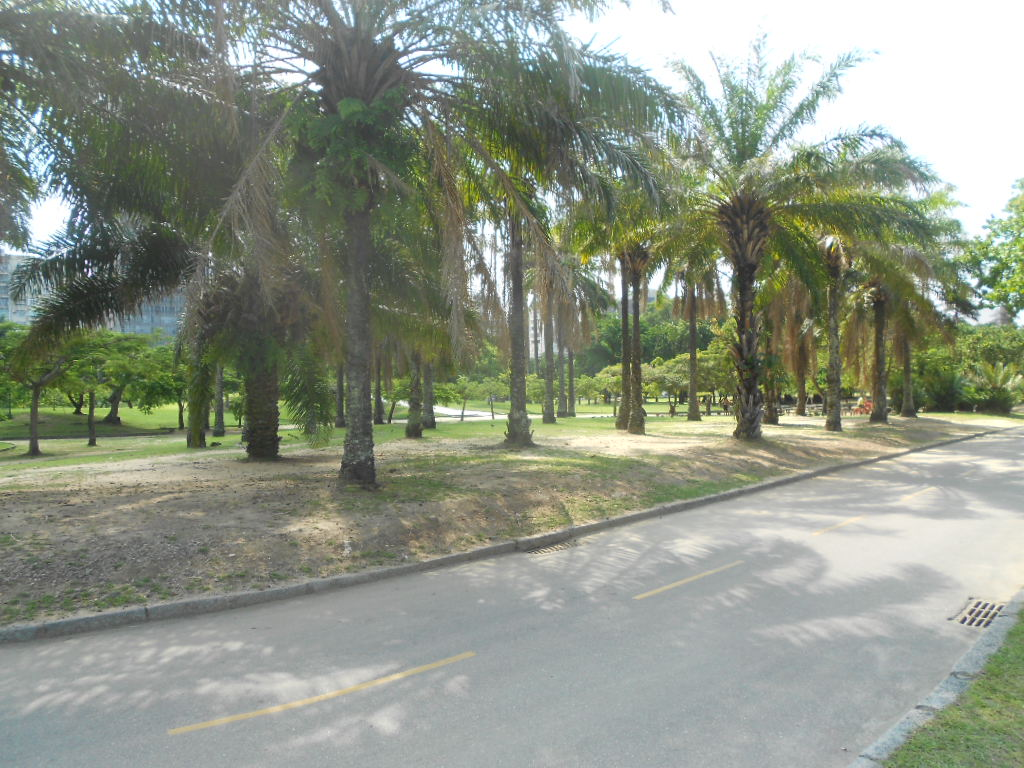
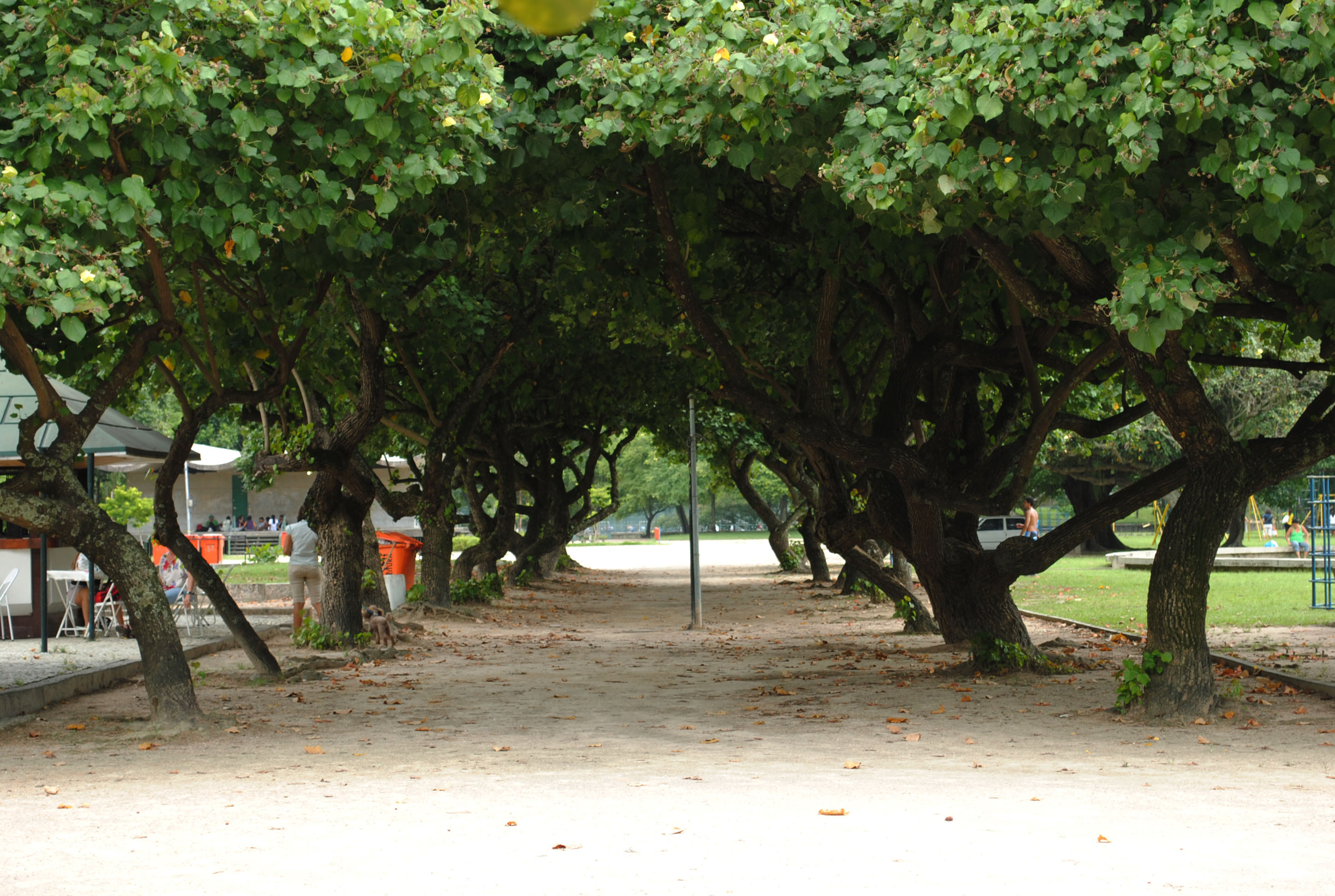
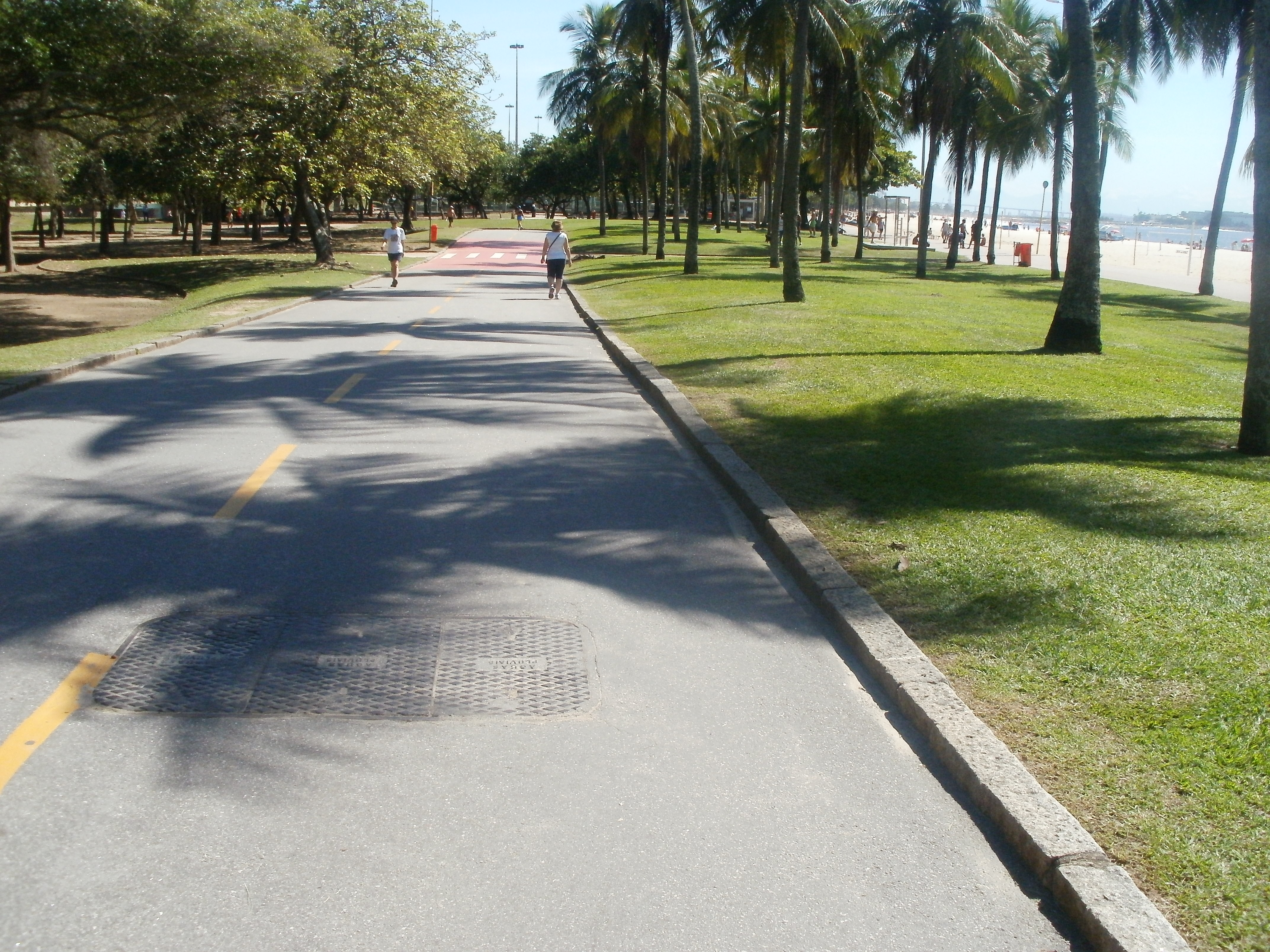
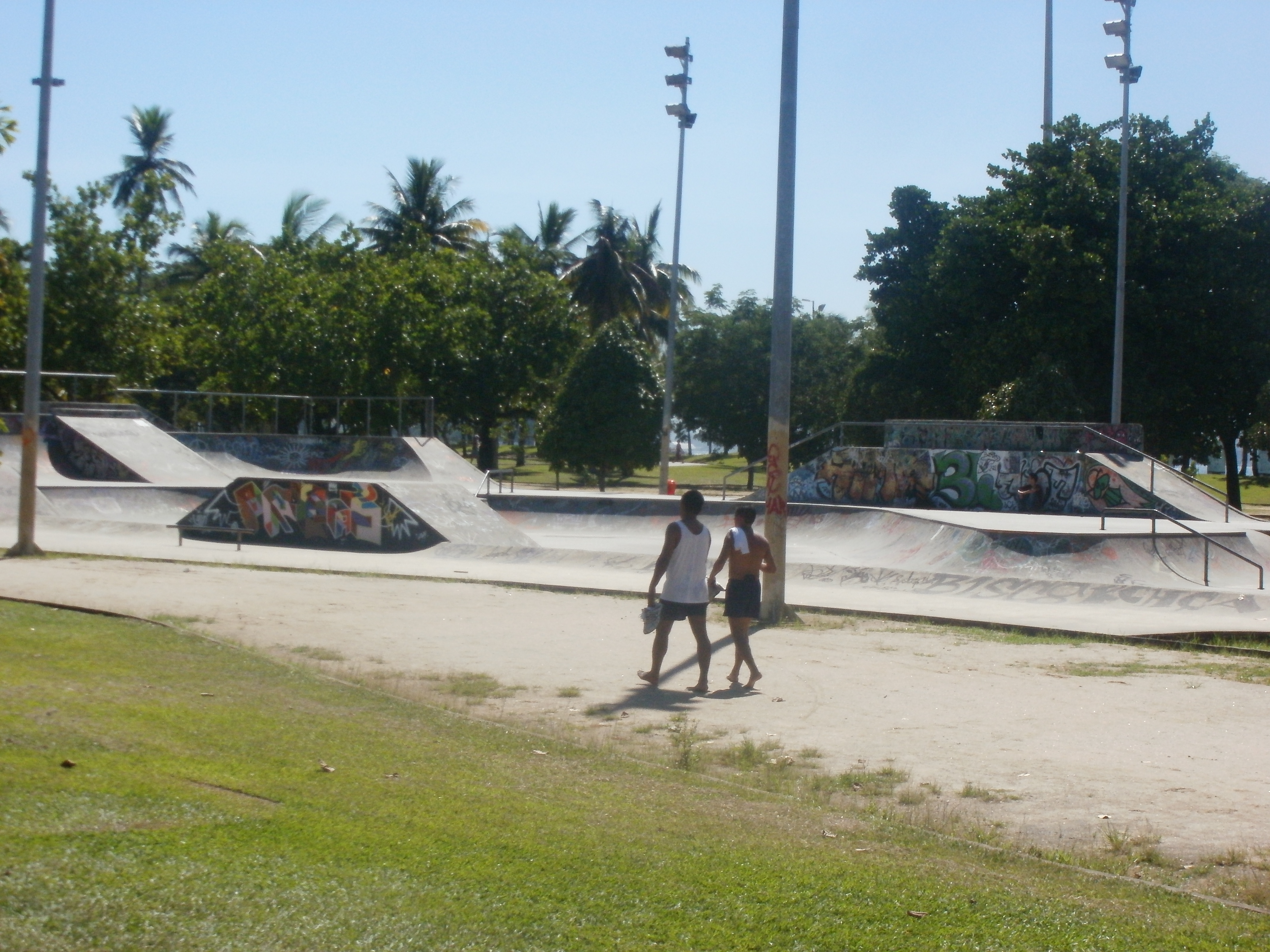
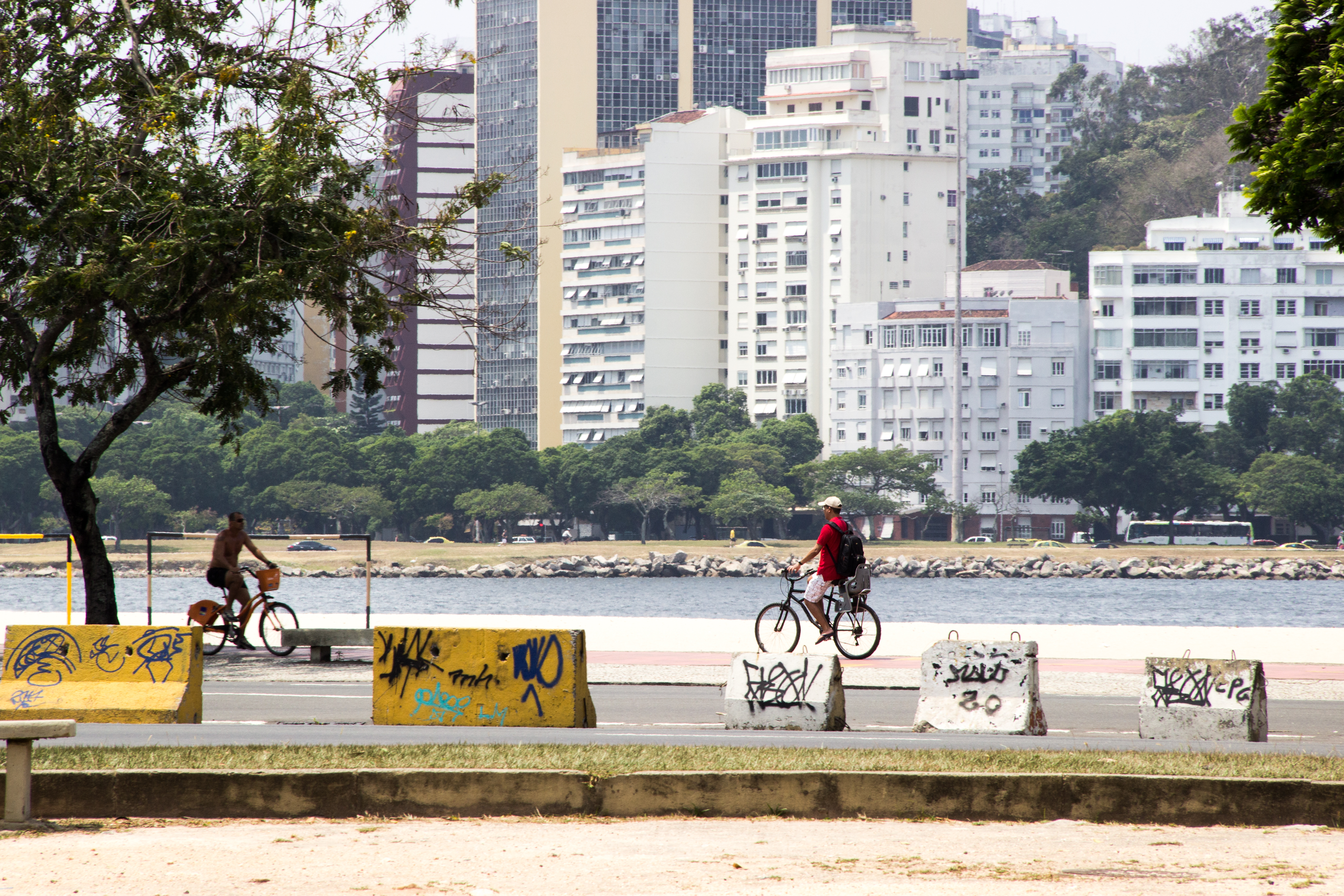
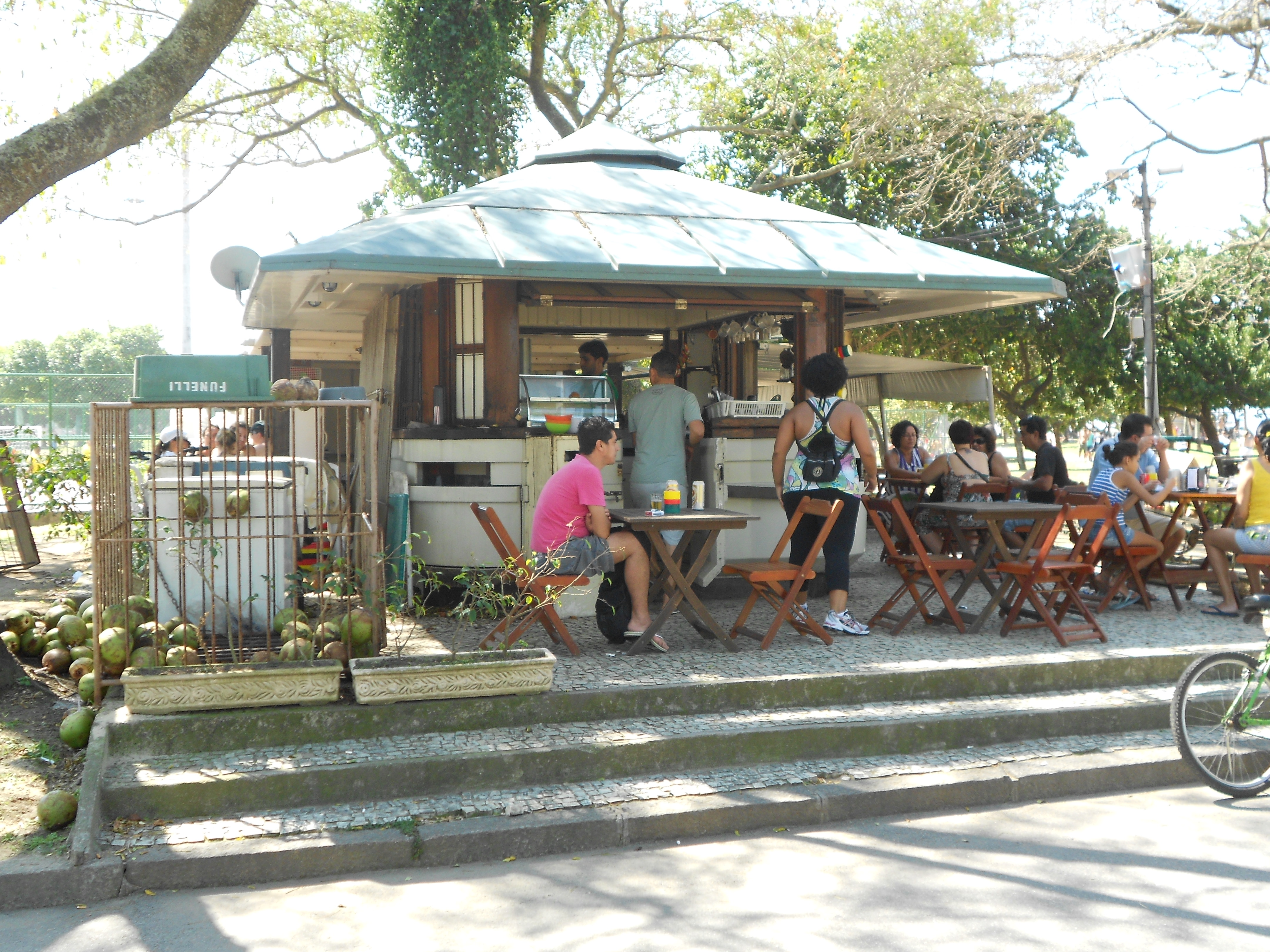